# Ulica Gorochowa w Petersburgu

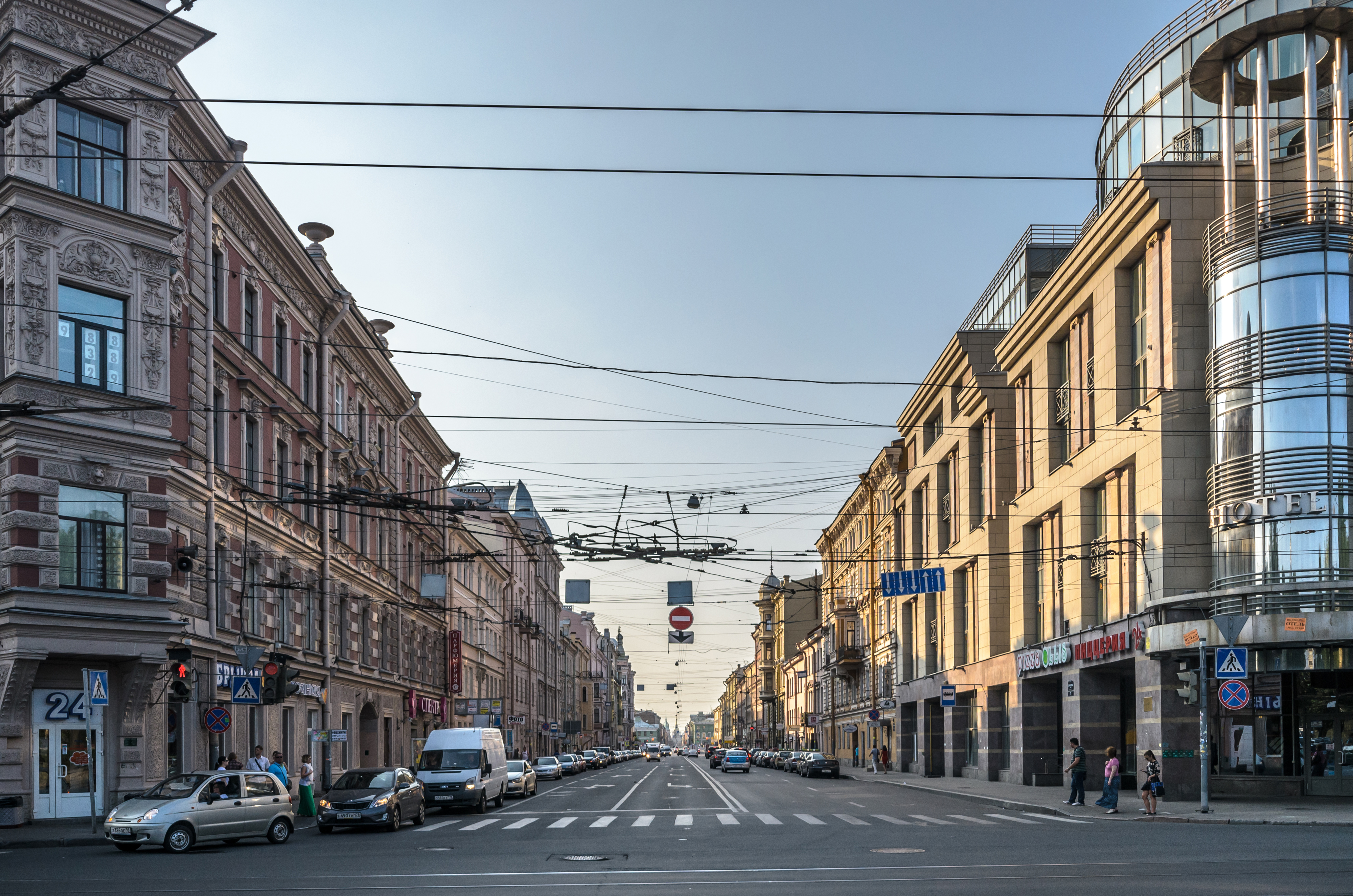
Perspektywa ulicy od Placu Pionierskiego i Prospektu Zagorodnego w kierunku gmachu Admiralicji

Ulica Gorochowa (ros. Гороховая улица) – jedna z głównych ulic w historycznym śródmieściu Petersburga. Rozpoczyna swój bieg przed gmachem Admiralicji, odchodząc od prospektu Admiralicji, przecina Mojkę, kanał Gribojedowa i Fontankę, kończy bieg na skrzyżowaniu z Prospektem Zagorodnym.

## Historia
Ulica została wytyczona na planie rozbudowy Petersburga przygotowanym przez Komisję ds. Budowy Sankt-Petersburga, powołanej w 1737 r. i kierowanej przez Piotra Jeropkina. Komisja ta postanowiła zorganizować układ urbanistyczny lewego brzegu Newy wokół trzech arterii zbiegających się w okolicach Admiralicji, rozchodzących się na południe, południowy wschód i południowy zachód w kierunku osad rzemieślniczych. Oprócz istniejących już Wielkiej Drogi Perspektywicznej (późniejszego Newskiego Prospektu) i Prospektu Wozniesieńskiego Jeropkin zaprojektował wytyczenie środkowej, biegnącej między nimi drogi, nazywanej wówczas Średnią lub Drugą Perspektywą. Droga, której bieg pokrywa się z częścią ul. Gorochowej, jest zaznaczona na planie Morskiej Słobody, gdzie mieszkali robotnicy stoczni carskiej, w drugiej dekadzie XVIII w. W II poł. XVIII w. ulicę zaczęto nazywać Perspektywą Admiralicji (ros. Адмиралтейская перспектива) lub Perspektywą Siemionowską (od zamykającego ją Placu Siemionowskiego). Natomiast na planie Saint-Hilaire’a z lat 1765–1773 funkcjonuje jako Prospekt Gorochowy. Część historyków wywodzi tę nazwę, początkowo nieoficjalną, od nazwiska kupca Garracha, przybyłego do Rosji z jednego z państw niemieckich i prowadzącego swój sklep przy tej ulicy. Kupiec miał następnie przybrać rosyjskie nazwisko Gorochow. Inne źródło wskazuje jedynie, że w 1756 r. kupiec Gorochow (Rosjanin) otworzył przy ulicy sklep i zbudował dom. Inni autorzy odrzucają obie wersje: według regionalistki Łarisy Brojtman kupiec Garrach nie jest wzmiankowany w żadnych dokumentach z epoki, a kupiec Gorochow, który w Petersburgu żył, zmienił nazwisko na Doroszenkow, zanim jeszcze powstała nazwa ulicy Gorochowej. Pochodzenie nazwy ulicy, która stała się nazwą oficjalną w 1848 r., byłoby zatem nieustalone.
W 1838 r. na ulicy zainstalowano oświetlenie gazowe. W XIX w. ulicę stopniowo zabudowano typowymi dla tej części miasta kamienicami z podwórkami, zaś na pierwszej kondygnacji budynków otwierano sklepy. Przy ulicy żyli kupcy, ale też przedstawiciele szlachty i rzemieślnicy. W budynku pod nr 2 od połowy XIX w. swoją siedzibę miał gubernialny zarząd żandarmerii oraz gradonaczalstwo, miejski organ administracyjno-policyjny. W 1877 r. w budynku tym Wiera Zasulicz dokonała nieudanego zamachu na gradonaczalnika gen. Fiodora Triepowa. W czasie rewolucji lutowej z budynku gradonaczalstwa gen. Siergiej Chabałow dowodził próbami spacyfikowania demonstracji robotniczych i utrzymania caratu.
W 1918 r. ulica została przemianowana na Komissarowską. Nazwa ta odnosiła się do faktu, że dawna siedziba gradonaczalstwa stała się w grudniu 1917 r. siedzibą Czeka. W 1927 r. ulicy nadano imię Feliksa Dzierżyńskiego. W 1991 r. przywrócono nazwę przedrewolucyjną. Większość budynków przy ulicy powstała między końcem XVIII w. a pocz. w. XX.

## Znaczące obiekty

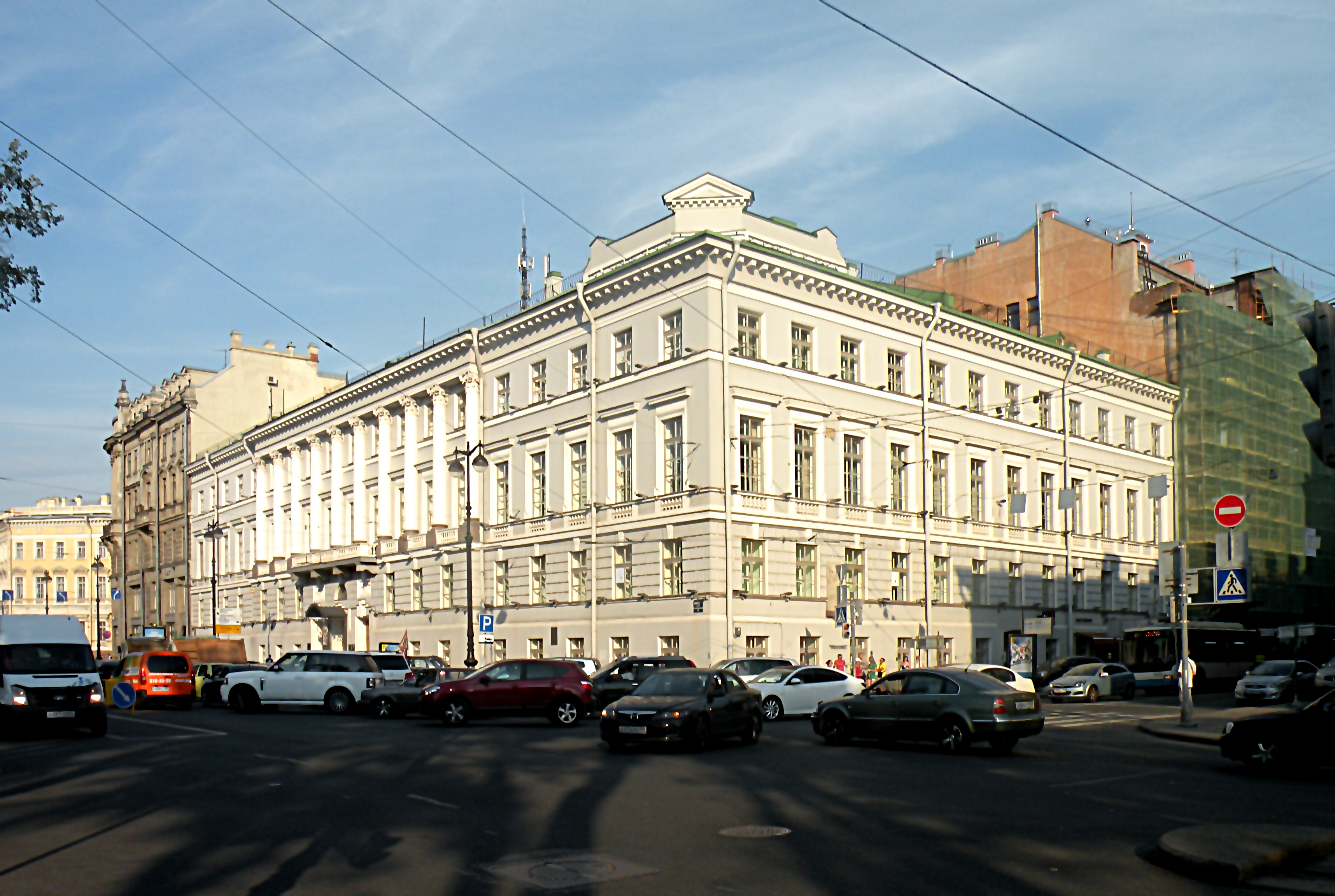
Budynek pod nr 2

- tzw. dom Fitingofa, następnie budynek gradonaczalstwa pod nr 2, siedziba Czeka (do 1918 r.)[9], następnie piotrogrodzkich organów Czeka, potem GPU (do 1932 r.); obiekt pełni funkcje muzealne jako filia Muzeum Historii Politycznej Rosji[7]
- dom towarzystwa ubezpieczeń od ognia pod nr 3, wzniesiony w latach 1912–1915 według projektu A. Kenela[5]
- dom towarzystwa ubezpieczeniowego Salamandra pod nr 4, wzniesiony w latach 1908–1909 według projektu Mariana Pierietiatkowicza i Nikołaja Wieriowkina[5]
- dom Orłowa-Dawydowa pod nr 5, wzniesiony w XVIII w. według projektu A. Grubego i przebudowany w latach 1834 i 1904[5]

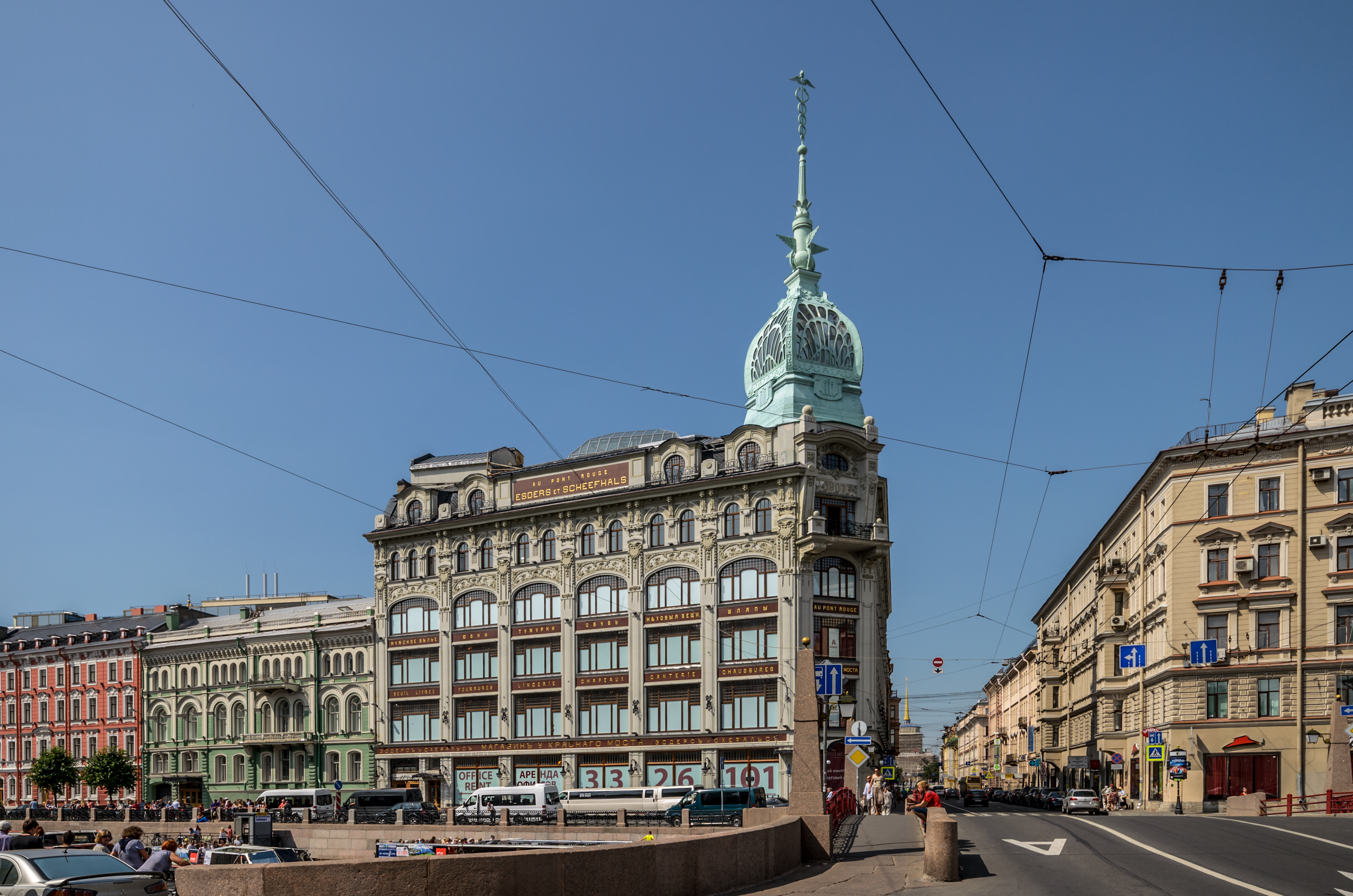
Dom handlowy pod nr 15/75. Widoczny Czerwony Most na Mojce, po którym biegnie ul. Gorochowa

- dawny Dom handlowy Esdersa i Scheefhalsa pod nr 15/75, wzniesiony w latach 1905–1907 według projektu K. de Roszefora i W. Lipskiego[5]

- dawna szkoła dla głuchoniemych pod nr 18, przebudowana w I poł. XIX w. Budynek użytkowany przez Rosyjski Uniwersytet Pedagogicznym im. Hercena[5]
- budynek pod nr 19 wzniesiony w 1834 r. według projektu A. Piela[5]
- dom Grabbe pod nr 26, zabytek XVIII-wiecznej architektury barokowej[8]
- budynek pod nr 47, wzniesiony w I poł. XIX w. i przebudowany w latach 70. XIX w. według projektu P. Sjuzora[5]
- dom Domontowiczów pod nr 66, wzniesiony w I ćwierci XIX w.[5]